# Ship Island (Greenspond)
Ship Island is een eiland in de Canadese provincie Newfoundland en Labrador. Het eiland van 5 hectare ligt vlak voor de kust van Greenspond Island, een veel groter eiland vlak voor de oostkust van Newfoundland.
Ship Island telt een handvol huizen en maakt deel uit van de gemeente Greenspond.

## Zie ook

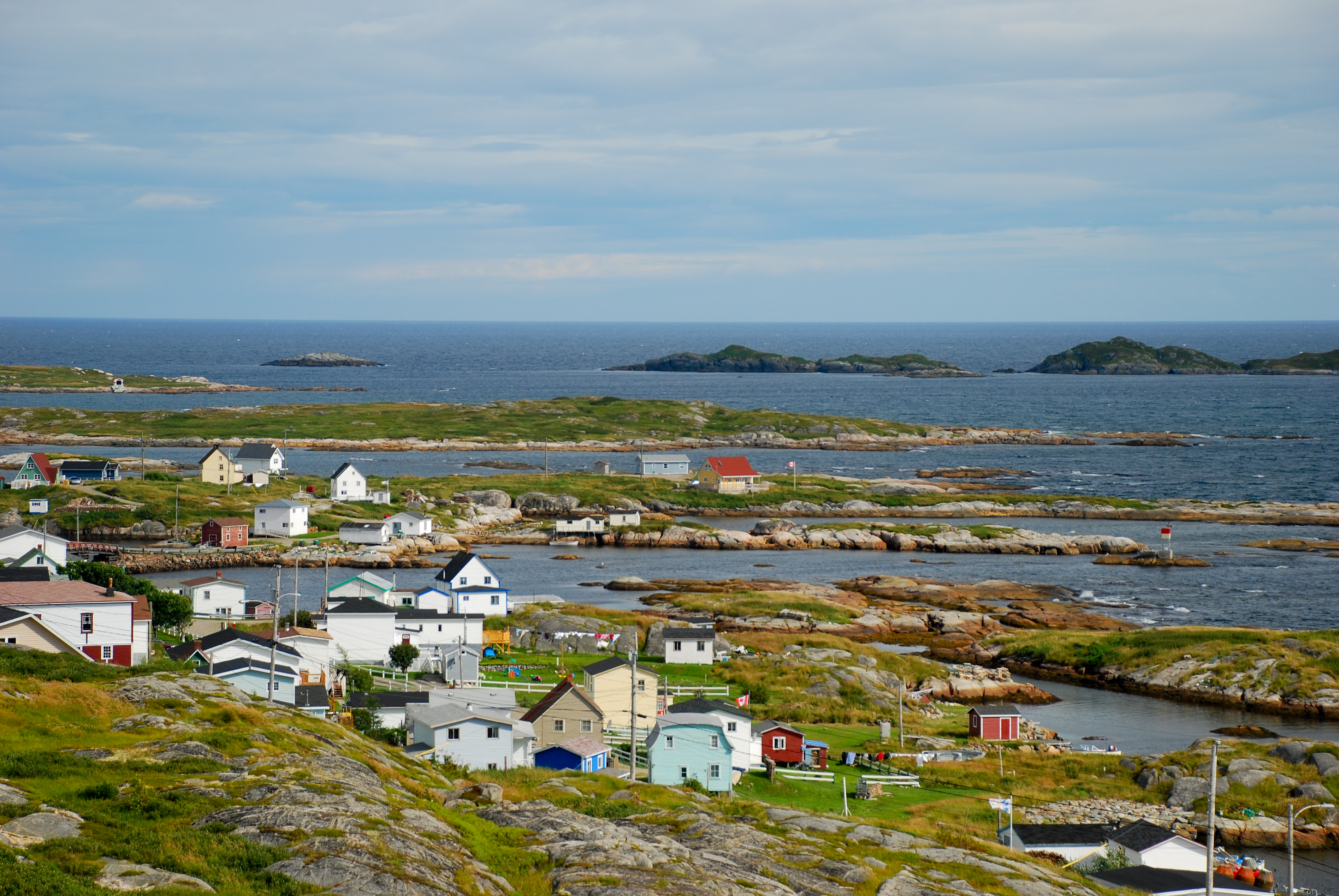
Zicht op het dorp Greenspond. Ship Island is het bewoonde eilandje in de achtergrond van de foto.

## Geografie
Ship Island heeft een baai in het westen, waardoor het ongeveer de vorm van een ⊃ heeft. Het ligt op het smalste punt slechts 60 meter ten zuiden van Greenspond Island. Beide eilanden zijn met elkaar verbonden via Ship Island Lane, de enige straat van Ship Island.